# جاكسون دوغلاس
جاكسون دوغلاس (بالإنجليزية: Jackson Douglas)‏  (و. 1969  م) هو ممثل، وكاتب سيناريو، وممثل أفلام، ومخرج أفلام، وممثل تلفزي أمريكي، ولد في كينت، واشنطن.

## التعليم
تعلم في جامعة ولاية واشنطن
.

## وصلات خارجية
- جاكسون دوغلاس على موقع IMDb (الإنجليزية)
- جاكسون دوغلاس على موقع ألو سيني (الفرنسية)
- جاكسون دوغلاس على موقع أول موفي (الإنجليزية)
- جاكسون دوغلاس على موقع قاعدة بيانات الفيلم (الإنجليزية)
- جاكسون دوغلاس على موقع كينوبويسك (الروسية)